# Дніпрельстан (село)
Дніпрельста́н — село в Україні, у Широківській сільській громаді Запорізького району Запорізької області. Населення становить 417 осіб. До 2016 орган місцевого самоврядування - Володимирівська сільська рада.

## Географія
Село Дніпрельстан знаходиться на відстані 2,5 км від сіл Малишівка, Володимирівське та Гурського. По селу протікає пересихаючий струмок з загатою.

## Історія
- 1929 — дата заснування як села Дніпростроївка.
- У 1965 році перейменоване на Дніпрельстан, на честь Дніпровської ГЕС.
- 12 червня 2020 року, відповідно до Розпорядження Кабінету Міністрів України від № 713-р «Про визначення адміністративних центрів та затвердження територій територіальних громад Запорізької області», увійшло до складу Широківської сільської громади.[1]
- 19 липня 2020 року, в результаті адміністративно-територіальної реформи та ліквідації колишнього Запорізького району (1965-2020), село увійшло до складу новоутвореного Запорізького району.[2]